# Herbert Runge
Herbert Runge (født 23. januar 1913, død 11. marts 1986) var en tysk bokser, der er den hidtil eneste tyske sværvægter, der har vundet OL-guld, hvilket skete i 1936 i Berlin.

## Amatørkarriere
Runge begyndte som ung at bokse i Elberfelde Boxclub. I perioden mellem 1935-1943 vandt han det tyske mesterskab i sværvægt otte gange ud af ni mulige. Hein ten Hoff vandt mesterskabet i 1940 og 1944.
Han stillede op ved europamesterskaberne i amatørboksning 1934 i Budapest, hvor han nåede til finalen, der dog blev tabt til finnen Gunnar Bärlund. Runge stillede også op ved OL to år senere. I den olympiske bokseturnering vandt han sin første kamp på knockout i første runde over en tjekkoslovakisk deltager, mens han i kvartfinalen vandt i hård kamp mod en brite. Hans modstander i semifinalen var Ferenc Nagy fra Ungarn, men denne var blevet skadet i kvartfinalen og kunne ikke stille op. I finalen mødte Runge argentineren Guillermo Lovell, og kampen begyndte med hårde slagudvekslinger fra begge boksere. I slutningen af anden periode sendte Runge argentineren i gulvet, og det var klokken, der reddede Lovell fra at tabe på knockout. Han kom dog ud til tredje runde, men Runge var ovenpå og skønt han modtog to advarsler, vandt han på point og blev dermed olympisk mester. Lovell vandt sølv, mens nordmanden Erling Nilsen vandt bronze uden kamp, da Nagy stadig var ukampdygtig.
Ved det efterfølgende EM i 1937 nåede Runge atter til finalen efter at have besejret ungarske Ferenc Nagy i semifinalen. I finalen mødte Runge den svenske sværvægter Olle Tandberg, der besejrede Runge på point. To år senere boksede Runge sit tredje EM, da han i 1939 ved EM i Dublin nåede til semifinalen, hvor han tabte til Olle Tandberg. Runge vandt dog bronzekampen mod englænderen Jock Porter.

## Professionel karriere
Efter 2. verdenskrig blev Runge professionel. Han boksede de fire første kampe uden nederlag, men tabte den femte til sin rival fra amatørtiden Hein ten Hoff. Herefter tabte Runge de fleste af sine kampe. Han boksede om det professionelle tyske sværvægtsmesterskab i 1949, men blev atter slået ud af Hein ten Hoff. Efter kun fem sejre i 25 kampe opgave Runge karrieren i 1949 med en rekordliste på 5-14-6 (1 KO og 6 KO-nederlag).

## Civilt liv
Runge var udlært slagter. Efter sin professionelle boksekarriere blev han krovært i Remscheid; kroen hed "Olympiaklause". Fra 1976 var han ansat ved Fuhlrott Museum i Wuppertal.